# Mosè Ricci
Mosè Ricci (Casoli, 10 gennaio 1884 – L'Aquila, 8 luglio 1952) è stato un politico italiano, senatore della Repubblica dal 1948 al 1952.

## Biografia
Era il figlio del barone Carlo Maria Ricci e della sua prima moglie, Maddalena Berardi di Ortona. Nel 1915 sposò Aurelia, figlia del pittore Francesco Paolo Michetti, ed ebbe sei figli: Carlo, Maddalena, Francesca, Giacomo, Annunziata e Francesco.
Fu eletto consigliere comunale di Casoli, per la prima volta, nel 1905; fu sindaco del paese per due mandati consecutivi dal 1911 al 1915 e poi, nuovamente, dal 1918 al 1920 e dal 1921 al 1924. Nel 1914 e nel 1921 fu eletto consigliere alla provincia di Chieti. Dapprima liberale, nel 1923 ottenne la tessera del Partito Nazionale Fascista e nel 1931 fu nominato podestà di Casoli: si dimise dalla carica nel 1939.
Grande possidente terriero (si definiva "agricoltore"), fu presidente dei consorzi di bonifica delle valli dell'Aventino e del Sangro e della bassa valle del Trigno.
Nel 1948 fu eletto senatore per il partito della Democrazia Cristiana, ma, a causa della sua prematura scomparsa, non concluse la legislatura. Nel 1952, infatti, mentre riaccompagnava in automobile a Roma Tina Saragat, che era stata ospite della sua famiglia a Casoli, perse la vita in un incidente stradale nei pressi dell'Aquila: la figlia del futuro presidente Giuseppe Saragat e l'autista del veicolo, invece, rimasero feriti.
Il comune di Casoli gli ha dedicato un busto monumento nella villa comunale.